# Dennis van Scheppingen
Dennis van Scheppingen (Mijdrecht, 5 juli 1975) is een Nederlands voormalig tennisser, die in 1993 toetrad tot de professionals en in 2007 afscheid nam. Van Scheppingen legde in zijn tennisloopbaan de nadruk op het enkelspel en speelde in het profcircuit weinig dubbelspel.

## Loopbaan
Tijdens het ABN AMRO World Tennis Tournament van 2007 bereikte Van Scheppingen de tweede ronde door in de eerste ronde Gaël Monfils te verslaan. Na zijn afscheid zei Van Scheppingen dat dit misschien wel de mooiste overwinning uit zijn carrière was. In de tweede ronde verloor hij van Florian Mayer. Zijn hoogste positie op de wereldranglijst was de 72e plaats in 2004. Hij speelde ook veertien grandslamwedstrijden, met als beste resultaat het bereiken van de derde ronde bij het Australian Open in 1997.
In augustus 2007 maakte Van Scheppingen bekend dat hij zou stoppen met internationaal toptennis. Hij wilde meer tijd doorbrengen met zijn gezin. Hij bleef nog wel actief in de Nederlandse en Duitse competitie en hij werd trainer van Popeye Goldstar. Ook richtte hij een eigen tennisschool op. Van Scheppingen won in zijn carrière elf challengertoernooien. Van Scheppingen was onder meer de trainer van paralympisch kampioen en wimbledonwinnaar Jiske Griffioen. Per 1 juni 2022 stopte Van Scheppingen met zijn trainerswerkzaamheden en tennisschool.

## Persoonlijk
Van Scheppingen heeft twee kinderen.

## Palmares

### Enkelspel
| Nr.                  | Datum            | Toernooi     | Ondergrond    | Tegenstander in finale | Score          |
| -------------------- | ---------------- | ------------ | ------------- | ---------------------- | -------------- |
| gewonnen challengers |                  |              |               |                        |                |
| 1.                   | 17 juni 1996     | Eisenach     | Gravel        | David Škoch            | 6-4, 6-0       |
| 2.                   | 15 juli 1996     | Scheveningen | Gravel        | Dominik Hrbatý         | 4-6, 6-3, 6-2  |
| 3.                   | 19 februari 2001 | Chandigarh   | Hardcourt     | Noam Okun              | 6-3, 7-5       |
| 4.                   | 20 augustus 2001 | Genève       | Gravel        | Željko Krajan          | 6-3, 6-2       |
| 5.                   | 26 augustus 2002 | Freudenstadt | Gravel        | Didac Perez            | 6-1, 6-1       |
| 6.                   | 9 september 2002 | Boedapest    | Gravel        | Salvador Navarro       | 3-6, 6-3, 6-4  |
| 7.                   | 3 februari 2003  | Belgrado     | Tapijt (i)    | Markus Hantschk        | 7-5, 6-3       |
| 8.                   | 3 november 2003  | Eckental     | Tapijt (i)    | Joachim Johansson      | 5-7, 6-3, 7-63 |
| 9.                   | 24 november 2003 | Milaan       | Tapijt (i)    | Vladimir Voltsjkov     | 5-7, 6-4, 7-65 |
| 10.                  | 8 maart 2004     | Wrexham      | Hardcourt (i) | Jan Vacek              | 6-4, 6-1       |
| 11.                  | 14 maart 2005    | Salinas      | Hardcourt     | Franco Ferreiro        | 6-2, 6-4       |

## Resultaten grandslamtoernooien
| Legenda | Legenda                          |
| ------- | -------------------------------- |
| g.t.    | geen toernooi gehouden           |
| l.c.    | lagere categorie                 |
| –       | niet deelgenomen                 |
| G       | uitgeschakeld in de groepsfase   |
| 1R      | uitgeschakeld in de eerste ronde |
| 2R      | uitgeschakeld in de tweede ronde |
| 3R      | uitgeschakeld in de derde ronde  |
| 4R      | uitgeschakeld in de vierde ronde |
| KF      | uitgeschakeld in de kwartfinale  |
| HF      | uitgeschakeld in de halve finale |
| F       | de finale verloren               |
| W       | het toernooi gewonnen            |
| w-v     | winst/verlies-balans             |

### Enkelspel
| Toernooi                                                | 1992             | 1993             | 1994             | 1995             | 1996             | 1997             | 1998             | 1999             | 2000             | 2001             | 2002             | 2003             | 2004             | 2005             | 2006             | 2007             | Carrière SR         | Carrière W-V        |                     |
| ------------------------------------------------------- | ---------------- | ---------------- | ---------------- | ---------------- | ---------------- | ---------------- | ---------------- | ---------------- | ---------------- | ---------------- | ---------------- | ---------------- | ---------------- | ---------------- | ---------------- | ---------------- | ------------------- | ------------------- | ------------------- |
| Grandslamtoernooien                                     |                  |                  |                  |                  |                  |                  |                  |                  |                  |                  |                  |                  |                  |                  |                  |                  |                     |                     |                     |
| Australian Open                                         | –                | –                | –                | –                | –                | 3R               | 1R               | –                | –                | –                | –                | –                | 1R               | –                | –                | –                | 0 / 3               | 2-3                 |                     |
| Roland Garros                                           | –                | –                | –                | –                | –                | 2R               | –                | –                | –                | –                | –                | –                | 1R               | –                | –                | –                | 0 / 2               | 1-2                 |                     |
| Wimbledon                                               | –                | –                | –                | –                | –                | 2R               | –                | –                | –                | –                | –                | –                | 1R               | –                | –                | –                | 0 / 2               | 1-2                 |                     |
| US Open                                                 | –                | –                | –                | –                | –                | 1R               | 1R               | –                | –                | –                | –                | –                | 1R               | –                | –                | –                | 0 / 3               | 0-3                 |                     |
| Winst-verlies                                           | 0-0              | 0-0              | 0-0              | 0-0              | 0-0              | 4-4              | 0-2              | 0-0              | 0-0              | 0-0              | 0-0              | 0-0              | 0-4              | 0-0              | 0-0              | 0-0              | 0 / 10              | 4-10                |                     |
| Super 9 / Tennis Masters Series / ATP Masters Series    |                  |                  |                  |                  |                  |                  |                  |                  |                  |                  |                  |                  |                  |                  |                  |                  |                     |                     |                     |
| Miami                                                   | –                | –                | –                | –                | –                | 1R               | 3R               | –                | –                | –                | –                | –                | –                | –                | –                | –                | 0 / 2               | 2-2                 |                     |
| Winst-verlies                                           | 0-0              | 0-0              | 0-0              | 0-0              | 0-0              | 0-1              | 1-2              | 0-0              | 0-0              | 0-0              | 0-0              | 0-0              | 0-0              | 0-0              | 0-0              | 0-0              | 0 / 2               | 2-2                 |                     |
| ATP Championship Series / ATP International Series Gold |                  |                  |                  |                  |                  |                  |                  |                  |                  |                  |                  |                  |                  |                  |                  |                  |                     |                     |                     |
| Antwerpen                                               | lagere categorie | lagere categorie | lagere categorie | g.t.             | –                | 1R               | –                | geen toernooi    | geen toernooi    | geen toernooi    | geen toernooi    | geen toernooi    | geen toernooi    | geen toernooi    | geen toernooi    | geen toernooi    | 0 / 1               | 0-1                 |                     |
| Dubai                                                   | g.t.             | lagere categorie | lagere categorie | lagere categorie | lagere categorie | lagere categorie | lagere categorie | lagere categorie | lagere categorie | –                | –                | –                | 2R               | –                | –                | –                | 0 / 1               | 1-1                 |                     |
| New Haven                                               | –                | –                | –                | –                | –                | –                | 2R               | lagere categorie | lagere categorie | lagere categorie | lagere categorie | lagere categorie | lagere categorie | lagere categorie | lagere categorie | lagere categorie | 0 / 1               | 1-1                 |                     |
| Rotterdam                                               | lagere categorie | lagere categorie | lagere categorie | lagere categorie | lagere categorie | lagere categorie | lagere categorie | –                | –                | –                | –                | –                | 1R               | –                | –                | 2R               | 0 / 2               | 1-2                 |                     |
| Tokio Outdoor                                           | –                | –                | –                | –                | –                | –                | –                | 2R               | –                | –                | –                | 3R               | 2R               | –                | –                | –                | 0 / 3               | 3-3                 |                     |
| Singapore                                               | l.c.             | geen toernooi    | geen toernooi    | geen toernooi    | l.c.             | –                | 1R               | –                | geen toernooi    | geen toernooi    | geen toernooi    | geen toernooi    | geen toernooi    | geen toernooi    | geen toernooi    | geen toernooi    | 0 / 1               | 0-1                 |                     |
| Winst-verlies                                           | 0-0              | 0-0              | 0-0              | 0-0              | 0-0              | 0-1              | 1-2              | 1-1              | 0-0              | 0-0              | 0-0              | 2-1              | 1-3              | 0-0              | 0-0              | 1-1              | 0 / 9               | 6-9                 |                     |
| ATP World Series / ATP International Series             |                  |                  |                  |                  |                  |                  |                  |                  |                  |                  |                  |                  |                  |                  |                  |                  |                     |                     |                     |
| Amersfoort                                              | geen toernooi    | geen toernooi    | geen toernooi    | geen toernooi    | geen toernooi    | geen toernooi    | geen toernooi    | geen toernooi    | geen toernooi    | geen toernooi    | –                | KF               | HF               | 1R               | –                | –                | 0 / 3               | 5-3                 |                     |
| Amsterdam                                               | geen toernooi    | geen toernooi    | geen toernooi    | –                | HF               | 2R               | 2R               | –                | 2R               | 1R               | geen toernooi    | geen toernooi    | geen toernooi    | geen toernooi    | geen toernooi    | geen toernooi    | 0 / 5               | 6-5                 |                     |
| Atlanta                                                 | –                | –                | –                | –                | –                | 2R               | 2R               | –                | –                | –                | geen toernooi    | geen toernooi    | geen toernooi    | geen toernooi    | geen toernooi    | geen toernooi    | 0 / 2               | 2-2                 |                     |
| Bangkok                                                 | geen toernooi    | geen toernooi    | geen toernooi    | geen toernooi    | geen toernooi    | geen toernooi    | geen toernooi    | geen toernooi    | geen toernooi    | geen toernooi    | geen toernooi    | –                | KF               | –                | –                | –                | 0 / 1               | 2-1                 |                     |
| Båstad                                                  | –                | –                | –                | –                | –                | 1R               | –                | –                | –                | –                | –                | –                | –                | –                | –                | –                | 0 / 1               | 0-1                 |                     |
| Boekarest                                               | g.t.             | –                | –                | –                | –                | –                | 1R               | –                | –                | –                | –                | –                | –                | –                | –                | –                | 0 / 1               | 0-1                 |                     |
| Bogota                                                  | geen toernooi    | geen toernooi    | –                | –                | –                | –                | 1R               | g.t.             | –                | –                | geen toernooi    | geen toernooi    | geen toernooi    | geen toernooi    | geen toernooi    | geen toernooi    | 0 / 1               | 0-1                 |                     |
| Boston                                                  | geen toernooi    | geen toernooi    | geen toernooi    | geen toernooi    | geen toernooi    | 2R               | –                | –                | geen toernooi    | geen toernooi    | geen toernooi    | geen toernooi    | geen toernooi    | geen toernooi    | geen toernooi    | geen toernooi    | 0 / 1               | 1-1                 |                     |
| Bournemouth                                             | geen toernooi    | geen toernooi    | geen toernooi    | geen toernooi    | –                | 2R               | 2R               | –                | geen toernooi    | geen toernooi    | geen toernooi    | geen toernooi    | geen toernooi    | geen toernooi    | geen toernooi    | geen toernooi    | 0 / 2               | 2-2                 |                     |
| Casablanca                                              | –                | –                | –                | –                | –                | –                | –                | –                | –                | –                | –                | 1R               | 1R               | –                | –                | –                | 0 / 2               | 0-2                 |                     |
| Coral Springs                                           | g.t.             | –                | –                | –                | –                | 1R               | 2R               | geen toernooi    | geen toernooi    | geen toernooi    | geen toernooi    | geen toernooi    | geen toernooi    | geen toernooi    | geen toernooi    | geen toernooi    | 0 / 2               | 1-2                 |                     |
| Delray Beach                                            | geen toernooi    | geen toernooi    | geen toernooi    | geen toernooi    | geen toernooi    | geen toernooi    | geen toernooi    | –                | –                | –                | –                | –                | –                | 1R               | –                | –                | 0 / 1               | 0-1                 |                     |
| Kopenhagen                                              | –                | –                | –                | –                | –                | –                | 1R               | –                | –                | –                | –                | –                | geen toernooi    | geen toernooi    | geen toernooi    | geen toernooi    | 0 / 1               | 0-1                 |                     |
| Londen                                                  | –                | –                | –                | –                | –                | –                | 1R               | 1R               | –                | –                | –                | –                | –                | –                | –                | –                | 0 / 2               | 0-2                 |                     |
| Chennai                                                 | geen toernooi    | geen toernooi    | geen toernooi    | geen toernooi    | –                | –                | –                | 1R               | –                | –                | 2R               | –                | –                | 1R               | –                | –                | 0 / 3               | 1-3                 |                     |
| Metz                                                    | geen toernooi    | geen toernooi    | geen toernooi    | geen toernooi    | geen toernooi    | geen toernooi    | geen toernooi    | geen toernooi    | geen toernooi    | geen toernooi    | geen toernooi    | –                | 1R               | –                | –                | –                | 0 / 1               | 0-1                 |                     |
| München                                                 | –                | –                | –                | –                | –                | –                | –                | –                | –                | –                | 1R               | –                | –                | –                | –                | –                | 0 / 1               | 0-1                 |                     |
| Newport                                                 | –                | –                | –                | –                | –                | –                | –                | –                | –                | –                | –                | 2R               | –                | –                | –                | –                | 0 / 1               | 1-1                 |                     |
| Orlando                                                 | geen toernooi    | geen toernooi    | geen toernooi    | geen toernooi    | geen toernooi    | 2R               | 2R               | –                | –                | geen toernooi    | geen toernooi    | geen toernooi    | geen toernooi    | geen toernooi    | geen toernooi    | geen toernooi    | 0 / 2               | 2-2                 |                     |
| Ostrava                                                 | geen toernooi    | geen toernooi    | –                | –                | 1R               | –                | –                | geen toernooi    | geen toernooi    | geen toernooi    | geen toernooi    | geen toernooi    | geen toernooi    | geen toernooi    | geen toernooi    | geen toernooi    | 0 / 1               | 0-1                 |                     |
| Peking                                                  | g.t.             | –                | –                | –                | 2R               | –                | geen toernooi    | geen toernooi    | geen toernooi    | geen toernooi    | geen toernooi    | geen toernooi    | geen toernooi    | geen toernooi    | geen toernooi    | geen toernooi    | 0 / 1               | 1-1                 |                     |
| Rosmalen                                                | 1R               | 1R               | –                | –                | –                | 1R               | HF               | 1R               | 1R               | 1R               | –                | 2R               | 2R               | 1R               | –                | –                | 0 / 10              | 4-10                |                     |
| Rotterdam                                               | –                | –                | –                | –                | 1R               | 2R               | 1R               | hogere categorie | hogere categorie | hogere categorie | hogere categorie | hogere categorie | hogere categorie | hogere categorie | hogere categorie | hogere categorie | 0 / 3               | 1-3                 |                     |
| Shanghai                                                | geen toernooi    | geen toernooi    | geen toernooi    | geen toernooi    | –                | –                | 1R               | –                | –                | –                | g.t.             | 1R               | –                | geen toernooi    | geen toernooi    | geen toernooi    | 0 / 2               | 0-2                 |                     |
| Singapore                                               | –                | geen toernooi    | geen toernooi    | geen toernooi    | 1R               | hogere categorie | hogere categorie | hogere categorie | geen toernooi    | geen toernooi    | geen toernooi    | geen toernooi    | geen toernooi    | geen toernooi    | geen toernooi    | geen toernooi    | 0 / 1               | 0-1                 |                     |
| Valencia                                                | geen toernooi    | geen toernooi    | geen toernooi    | –                | geen toernooi    | geen toernooi    | geen toernooi    | geen toernooi    | geen toernooi    | geen toernooi    | geen toernooi    | –                | 1R               | –                | –                | –                | 0 / 1               | 0-1                 |                     |
| Winst-verlies                                           | 0-1              | 0-1              | 0-0              | 0-0              | 4-5              | 6-9              | 7-11             | 0-3              | 1-2              | 0-2              | 1-2              | 4-5              | 6-7              | 0-4              | 0-0              | 0-0              | 0 / 52              | 29-52               |                     |
| Davis Cup                                               |                  |                  |                  |                  |                  |                  |                  |                  |                  |                  |                  |                  |                  |                  |                  |                  |                     |                     |                     |
| Davis Cup                                               | –                | –                | –                | –                | 1-0              | –                | –                | –                | –                | –                | –                | –                | –                | –                | –                | –                | 0 / 1               | 1-0                 |                     |
| Carrière statistieken                                   |                  |                  |                  |                  |                  |                  |                  |                  |                  |                  |                  |                  |                  |                  |                  |                  |                     |                     |                     |
| ATP Toernooien gespeeld                                 | 1                | 1                | 0                | 0                | 6                | 15               | 16               | 4                | 2                | 2                | 2                | 6                | 14               | 4                | 0                | 1                | Carrière totaal: 74 | Carrière totaal: 74 | Carrière totaal: 74 |
| ATP Finales                                             | 0                | 0                | 0                | 0                | 0                | 0                | 0                | 0                | 0                | 0                | 0                | 0                | 0                | 0                | 0                | 0                | Carrière totaal: 0  | Carrière totaal: 0  | Carrière totaal: 0  |
| ATP Toernooien gewonnen                                 | 0                | 0                | 0                | 0                | 0                | 0                | 0                | 0                | 0                | 0                | 0                | 0                | 0                | 0                | 0                | 0                | Carrière totaal: 0  | Carrière totaal: 0  | Carrière totaal: 0  |
| Statistieken per ondergrond                             |                  |                  |                  |                  |                  |                  |                  |                  |                  |                  |                  |                  |                  |                  |                  |                  |                     |                     |                     |
| Hardcourt Gewonnen-Verloren                             | 0-0              | 0-0              | 0-0              | 0-0              | 1-0              | 3-5              | 3-4              | 1-2              | 0-0              | 0-0              | 1-1              | 2-2              | 3-7              | 0-2              | 0-0              | 1-1              | 0 / 25              | 15-24               |                     |
| Gravel Gewonnen-Verloren                                | 0-0              | 0-0              | 0-0              | 0-0              | 3-1              | 5-7              | 5-6              | 0-0              | 1-1              | 0-1              | 0-1              | 2-2              | 3-5              | 0-1              | 0-0              | 0-0              | 0 / 25              | 19-25               |                     |
| Gras Gewonnen-Verloren                                  | 0-1              | 0-1              | 0-0              | 0-0              | 0-0              | 1-2              | 2-2              | 0-2              | 0-1              | 0-1              | 0-0              | 2-2              | 1-2              | 0-1              | 0-0              | 0-0              | 0 / 15              | 6-15                |                     |
| Tapijt Gewonnen-Verloren                                | 0-0              | 0-0              | 0-0              | 0-0              | 1-4              | 1-1              | 0-4              | 0-0              | 0-0              | 0-0              | 0-0              | 0-0              | 0-0              | 0-0              | 0-0              | 0-0              | 0 / 9               | 2-9                 |                     |
| Totaal winst-verlies                                    | 0-1              | 0-1              | 0-0              | 0-0              | 5-5              | 10-15            | 10-16            | 1-4              | 1-2              | 0-2              | 1-2              | 6-6              | 7-14             | 0-4              | 0-0              | 1-1              | 0 / 74              | 42-73               |                     |
| Eindejaarsranking                                       | 764              | 732              | 340              | 319              | 111              | 120              | 121              | 206              | 439              | 118              | 162              | 111              | 87               | 260              | 362              | 345              | $ 871.886           | $ 871.886           | $ 871.886           |